# Kleszczyniec
Kleszczyniec (Duits: Kleschinz) is een plaats in het Poolse district  Bytowski, woiwodschap Pommeren. De plaats maakt deel uit van de gemeente Czarna Dąbrówka en telt 265 inwoners.